# Shigeri Yamataka
Shigeri Yamataka (山高しげり, Yamataka Shigeri, 1899 – 1977) (aussi nommée Kaneko Shigeri et plus tard Yamataka Shigeri, dès fois incorrectement nommée Shigeri Takayama) est une féministe japonaise et fondatrice de la Ligue pour la défense des droits des femmes. En 1952, elle est devient membre de Chifuren (en), qui, à sa formation, est l'une des plus grandes organisation féminine du Japon avec près de 6 millions de membres. Elle en est également la présidente.

## Biographie

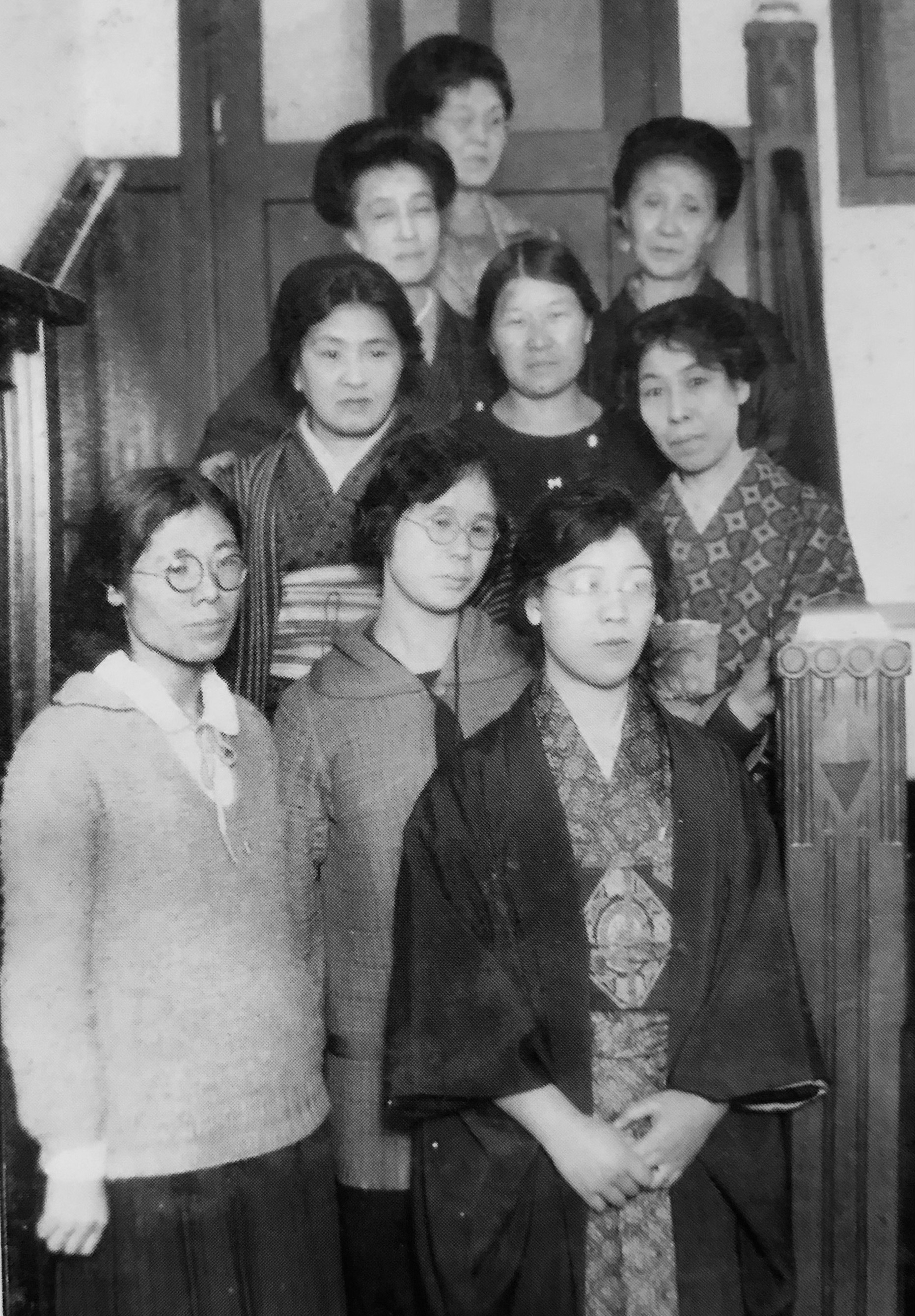
Le 13 décembre 1926 eut lieu le 2e anniversaire de la Ligue pour le droit de vote des femmes. Première rangée, de gauche à droite : Fusae Ichikawa, Shigeri Kaneko, Etsuko Ohira. Rangée du milieu, de gauche à droite : Kiiko Yagihashi, Ochimi Kubushiro, Mako Ogihara. Rangée arrière, de gauche à droite : Yoshiko Tanaka, Shigeyo Takeuchi, Kyoko Okada.

Yamataka est née dans la préfecture de Mie. Elle commence sa carrière au Japon comme journaliste où elle travaille au Kokumin Shinbun et au Shufu no Tomo. Avec Fusae Ichikawa, elle cofonde l'Union pour le suffrage des femmes (Ligue pour le suffrage des femmes) au Japon en 1924. Elles espèrent étendre le droit de vote aux femmes, mais lorsque le gouvernement adopte la loi sur le suffrage des hommes en 1924, les femmes en sont exclues. Malgré cela, l'Union pour le suffrage des femmes poursuit son travail pendant de nombreuses années.
Après la fin de la Seconde Guerre mondiale, Yamataka poursuit son militantisme politique. Elle œuvre pour l'octroi de pensions de guerre aux veuves d'anciens combattants et pour les droits des enfants. Le 25 août 1945, Yamataka cofonde le Comité des femmes sur la politique d'après-guerre (Sengo Taisaku Fujin Iinkai). Les cofondatrices sont Fusae Ichikawa, Tsuneko Akamatsu et Natsu Kawasaki. La première réunion a lieu le 11 septembre 1945, en présence de plus de 70 femmes. Parmi les priorités de l'organisation figurent : l'accueil des soldats de retour au pays, l'amélioration de la production alimentaire, l'augmentation de l'épargne des ménages, l'obtention du droit de vote pour les femmes de plus de 20 ans, l'instauration du droit de candidature pour les femmes de plus de 25 ans, la réforme des gouvernements locaux et centraux, et l'accès des femmes à la fonction publique.
Lorsque les femmes obtiennent le droit de vote au Japon en 1945, Yamataka se présente à des élections et est élue deux fois (1962-1971) à la Chambre des conseillers, la chambre haute de la Diète du Japon, le gouvernement fédéral du pays,.
En 1952, Yamataka cofonde la Fédération nationale des organisations régionales de femmes, connue sous le nom de Chifuren (en), au Japon. Elle en devint finalement présidente et le reste jusqu'à sa mort en 1977. Chifuren s'implique également activement dans la promotion de la protection des consommateurs et de l'économie domestique.
Elle est l'une des signataires de l'accord visant à convoquer une convention pour rédiger une constitution mondiale,. En conséquence, pour la première fois dans l'histoire de l'humanité, une Assemblée constituante mondiale se réunie pour rédiger et adopter la Constitution de la Fédération de la Terre.